# Consegna delle chiavi (Pittoni)
Consegna delle chiavi, è un dipinto realizzato indicativamente nel 1730 dal pittore italiano Giambattista Pittoni.

## Storia
L'episodio è tratto dal Vangelo (secondo San Matteo, 16: 18-20)
Ci fu un primo bozzetto per una pala d'altare, della cui esecuzione finale però non esiste traccia e forse non fu mai eseguita. Esistono altre versioni autografe dello stesso soggetto, al Museo delle Belle Arti di Tours e al Museo Ashmolean di Oxford.

## Descrizione
L'opera ritrae Cristo che eleva San Pietro al grado di primo apostolo. In piedi su di una scalinata, al centro del dipinto compare Cristo che si porge verso Pietro che si inginocchia per ricevere le chiavi con cui guidare la Chiesa. Per terra, si trovano gli strumenti per compiere il mandato, un libro sono aperto e una spada, in lontananza compaiono gli angeli tra le nuvole. 
Compare San Giacomo sulla sinistra, con in mano un bastone da pellegrino. San Giovanni esalta il significato spirituale della consegna delle chiavi del Paradiso. 
Le espressioni concentrate testimoniano l'emozione interiore degli apostoli che assistono alla scena. 
"In questa opera matura, Pittoni mostra una certa rigidità e riprende elementi delle sue precedenti composizioni come angeli nel cielo. Tuttavia, sa come mantenere una freschezza caratteristica del rococò veneziano. I colori, in masse semplici, quasi senza sfumature, scandiscono lo spazio con un cappotto o una giacca, come se servissero a differenziare maggiormente le figure categoricamente." (Constance Lavagne d'Ortigue, Museo del Louvre).

## Esposizioni
- Curatore Franz Anton Maulbertsch (1724-1796), Austria

## Argomenti correlati
- Consegna delle chiavi di Donatello